# Torpore
Negli animali il torpore è uno stato di attività fisiologica ridotta, caratterizzato, di solito, da una diminuita temperatura corporea e da valori metabolici più bassi. Il torpore permette agli animali di sopravvivere a periodi di minor disponibilità di cibo o a condizioni meteorologiche avverse. Può anche caratterizzare il periodo di bassa temperatura corporea e di ridotta attività del metabolismo di durata inferiore a i 24 ore, come avviene nel "torpore quotidiano".
Tra gli animali che subiscono torpore quotidiano vi sono uccelli (anche piccoli colibrì, in particolare Cypselomorphae) e alcuni mammiferi, tra cui molte specie di marsupiali, specie di roditori (come topi), e pipistrelli. Durante la parte della giornata che l'animale conduce in maniera attiva, si mantengono livelli normali di temperatura e di attività del corpo, ma il tasso metabolico e la temperatura corporea scendono durante una parte del giorno (di solito la notte) per risparmiare energia. Il torpore è spesso usato per aiutare gli animali a sopravvivere durante i periodi di temperature più rigide, in quanto consente loro di risparmiare l'energia che, di norma, è impiegata per mantenere una temperatura corporea elevata.
Alcuni animali vanno incontro a lunghi periodi stagionali di inattività, con ridotta temperatura corporea e di metabolismo, caratterizzata da molteplici attacchi di torpore. Questo evento è noto come sospensione, se si verifica durante l'inverno, o estivazione, se si verifica durante l'estate. Il torpore quotidiano, d'altra parte, non dipende dalle stagioni e può essere una parte importante di risparmio energetico in qualsiasi periodo dell'anno.
Il torpore è un processo termoregolatore ben controllato e non, come si pensava, il risultato dello spegnimento della termoregolazione.